# Llandudno Junction
Llandudno Junction är en ort i Conwy i Wales. Orten är belägen 205 km 
från Cardiff. Orten har 12 326 invånare (2016).